# Zygmunt Merdinger
Zygmunt Merdinger (ur. 3 lipca 1890, zm. 15 listopada 1958 w Meksyku) – polski prawnik, legionista, urzędnik konsularny.

## Życiorys
Ukończył studia prawnicze, uzyskując tytuł doktora. W młodości oficer legionowy (1918–1919) w stopniu ppor. artylerii. W 1919 wstąpił do polskiej służby zagranicznej, pełniąc m.in. funkcje konsula w Belgradzie (1919), okresowo w wojsku polskim (1920–1922), konsula/konsula generalnego w Królewcu (1922–1927), konsula w Bratysławie (1927–1928), urzędnika MSZ (1928), konsula generalnego i kierownika konsulatu w m. Meksyk (1928–1931), charge d'affaires tamże (1931–1936), radcy ekonomicznego MSZ (1936–), w MSZ w Londynie, i posła w m. Meksyk (1945). Po wojnie na emigracji.
Od 1921 był mężem Zofii z Robaszkiewiczów (1893–1960).

## Ordery i odznaczenia
- Krzyż Niepodległości (2 sierpnia 1931)[2][3]
- Krzyż Oficerski Orderu Odrodzenia Polski (9 listopada 1926)[4][3]
- Krzyż Walecznych[3]
- Medal Pamiątkowy za Wojnę 1918–1921[3]
- Medal Dziesięciolecia Odzyskanej Niepodległości[3]
- Order Sławy (Iftikhar) (Tunezja)[3]
- Kawaler Orderu Legii Honorowej (Francja)[3]
- Wielka Wstęga Orderu Zasługi Wojskowej (Meksyk)[5]
- Krzyż Komandorski Orderu Honoru i Zasługi (Haiti)[6]